# Argyle-Diamantenmine
Die Argyle-Diamantenmine (englisch Argyle diamond mine oder Argyle mine) ist ein nicht mehr fördernder Diamanttagebau in Western Australia. Er liegt in einem entlegenen Gebiet im Osten der Kimberley-Region, etwa 2.000 Kilometer von Perth entfernt.
Der Tagebau war – mit etwa einem Fünftel der Weltproduktion – weltweit der größte Diamantförderer. Nach Angaben von Rio Tinto wurden bisher in Argyle 670 Millionen Karat im Wert von 6 Milliarden US-Dollar gefördert.
Argyle war eines von zwei in Betrieb befindlichen australischen Diamantbergwerken.
Im November 2020 wurde die Förderung von Diamanten nach 37 Jahren und einer Gesamtförderung von über 865 Millionen Karat beendet. Seitdem laufen Arbeiten zur Sanierung und Rekultivierung.

## Diamanten
Da in der Argyle-Diamantenmine lediglich eine geringe Menge Diamanten gefördert wurden, die für die Schmucksteinherstellung geeignet sind, war das Bergwerk nicht das größte hinsichtlich seiner Wertschöpfung. Es war das Diamanten-Bergwerk, das 90 % der pinkfarbenen Diamanten der Welt förderte. Des Weiteren kamen große Mengen natürlich gefärbter Diamanten in den Farben Champagne, Cognac und dem seltenen Blau vor. Die Farben Champagne und Cognac bezeichnen hellbraune Diamanten. Das Diamant-Bergwerk, das bisher im Tagebau betrieben wurde, wurde auf einen unterirdischen Abbau umgestellt, der 2013 beginnen sollte.
Die Argyle-Diamantenmine ist auch bekannt dafür, dass es sich um die bisher einzige Diamantenmine eines Lamproit-Vulkanschlots handelte, die wirtschaftlich betrieben wurde, was ungewöhnlich ist. Denn die meisten Diamanten kommen in Kimberlit-Schloten vor. Diamantabbau, der früher in Lamproitvorkommen stattfand, wie im Crater of Diamonds State Park in Arkansas, USA, war unwirtschaftlich.
Die Argyle-Mine befand sich bis ins Jahr 2000 in einem Joint Venture von Rio Tinto (56,8 %), Ashton Mining Ltd. (38,2 %) und Western Australian Diamond Trust (5 %). Das Argyle-Diamantenbergwerk ist jetzt im alleinigen Eigentum der Rio Tinto Group, einer Bergwerksgesellschaft, die auch die Diavik-Diamantenmine in Kanada und die Murowa-Diamantenmine in Simbabwe betreibt. Rio Tinto ist der drittgrößte Produzent von Rohdiamanten mit einem Anteil von 20 % an der Weltproduktion.

## Beschreibung
Das Bergwerk erstreckt sich über ein Gebiet von 450 km², das nahezu linear in einer Länge von 1600 Metern und in einer Breite von 150 von 600 Metern verläuft. Die Mine erreicht im Tagebau bei ungefähr 600 Metern ihren tiefsten Punkt; diese Abbauform wird seit 2010 nicht mehr weiter geführt.
Ein unterirdischer Abbau wurde vorbereitet, und es war beabsichtigt, die Diamantenförderung bis ins Jahr 2018 fortzusetzen, nach neueren Angaben von Rio Tinto bis 2019.

### Lage
Das Argyle-Bergwerk befindet sich in der Kimberley-Region im entfernten Nordosten von Western Australia, südwestlich des Lake Argyle in den Matsu Ranges. Die Mine liegt ungefähr 550 km südwestlich von Darwin und etwa 185 km von der nächstgelegenen Siedlung Kununurra entfernt. Die meisten der 520 Arbeiter kommen aus Perth, das über 2000 km entfernt ist, und arbeiten im Wechsel von zwei Wochen in der Mine. In den ersten Jahren wurden sie mit Flugzeugen zum Bergwerk eingeflogen. Im Bergwerk sind auch lokale Bewohner beschäftigt und eine große Anzahl von Aborigines. Die Argyle-Mine beschäftigt 25 % Aborigines in Vollzeit und 50 % leben dort.
Etwa 20 Kilometer entfernt befand sich die Ellendale-Diamantenmine, die am südlichen Ende des Argyle Lake auf einem Schwemmlandgebiet von 1998 bis 2005 betrieben wurde.

### Geologie
Das Bergwerk ist die erste wirtschaftlich betriebene Diamantmine, die nicht in einem Kimberlit-Schlot Diamanten fördert. Diamanten befinden sich außerdem in Alluvialböden. Der Schlot ist als „AK-1“ benannt worden, obwohl er allgemein in Australien Argyle Pipe genannt wird.
Im Inneren des Vulkanschlots befindet sich olivin-lamproitisches Gestein, vor allem Tuff und erstarrte Lava. Die in der Umgebung liegende vulkanische Fazies lässt eine lamproitische Eruption vermuten, die ein Maar schuf. An den Grenzen des Vulkanschlots ist Lamproit mit vulkanischer Brekzie durchsetzt als zertrümmerte Felsenfragmente durch die Explosion eingemischt und zermahlen worden. Minerale der Rand-Fazies sind Zeolith, Glimmer, Kaolinit und Ton, die typische Anzeichen für eine hydrothermale Durchmischung nach einer Vulkaneruption sind.
Diamanten wurden in dem intakten Rand des Vulkanschlots, wie auch in einigen marginalen Brekzien- und Maarfazies gefunden. Jedoch wurden einige Diamanten während der postvulkanischen Eruption im Schlot abgekühlt und zu Graphit verwandelt.
Ausgebildet wurde der Vulkanschlot durch eine explosive Eruption von lamproitischer Magma in einer Schwächezone der Kontinentalkruste.
Die Diamanten, die in dem Argyle-Schlot gefunden wurden, haben ein Alter von 1,58 Milliarden Jahren, während der Vulkan, der den Schlot schuf, zwischen 1,1 und 1,2 Milliarden Jahren aktiv war. Diese Daten weisen auf eine relativ kurze Periode von etwa 400 Millionen Jahren hin, in der die Diamantformation entstand, die Diamanten in einer geringen durchschnittlichen Größe und mit dem ungewöhnlichen physikalischen Charakter der Argyle-Diamanten schuf. Die Diamanten, die im Argyle-Schlot gefunden werden, sind überwiegend eklogitisch. Dies bedeutet, dass der Kohlenstoff, aus dem sie entstanden, organischen Ursprungs war.
In Verbindung mit dem Schlot gab es zahlreiche vulkanische Ausflüsse, die Teile des Schlots erodierten und Alluvialböden schufen, in dem Diamanten eingelagert wurden. In diesen Böden wurden sie auch aktiv abgebaut.

## Förderung

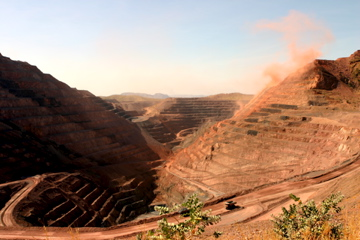
Der Tagebau Argyle – ein großer Lastwagen auf der Straße im Vordergrund.

Der Tagebau hielt auf der Erde die Spitzenposition hinsichtlich des Volumens der gewonnenen Diamanten je Jahr mit durchschnittlich 35 Millionen Karat (7.000 kg), was etwa einem Drittel der Weltproduktion von Naturdiamanten entsprach. Der Spitzenwert wurde 1994 mit 42 Millionen abgebauten Karat (8.400 kg) erreicht. Von diesen gewonnenen Mengen sind lediglich 5 % für die Schmuckherstellung geeignet, der Rest ist „nah an einer Schmuckqualität“, oder sie sind für industrielle Zwecke geeignet. Dieser Wert liegt etwas unter dem üblichen Durchschnitt von etwa 20 %. (Die Bewertung „nahe Schmuckqualität“ ist subjektiv und irreführend, denn diese Diamanten können zu Schmuck geschnitten werden, wenn dies so entschieden wird.) Seit Beginn des Abbaus im Jahre 1983 hat die Diamantenmine über 865.000.000 Karat (173.000 kg) Rohdiamanten gefördert.
Die meisten Diamanten der Argyle-Mine sind braun, und sie sind normalerweise schwer zu verkaufen, obwohl Rio Tinto etwas Erfolg mit einer langen Marketingkampagne für ihre braun- und champagnefarbenen Diamanten hatte. Im Gegensatz dazu gibt es keine Verkaufsprobleme mit den Diamanten in pinken, purpurnen und roten Farbtönen, die sehr selten sind, stark nachgefragt werden und für die Spitzenpreise erzielbar sind. Die pinkfarbenen Diamanten werden von einem speziellen Team, das in Perth ansässig ist, verarbeitet, poliert und an Kunden weltweit verkauft. In Kununurra gibt es ein von einer Deutschen geführtes Geschäft, in dem überwiegend rote und pinke Diamanten angeboten werden; der teuerste zu einem Preis von über 600.000 AUD.
Das Bergwerk arbeitet mit Gesteins- und Diamantensortierungs-Anlagen auf dem Bergbaugebiet. Zuerst werden die Diamanten aus dem Gestein befreit und mit Säure gewaschen, sortiert und nach Perth verschifft, dort weiter sortiert und verkauft. Ein Teil der Diamanten wird in Indien geschnitten, wo es die geringen Arbeitskosten erlauben, auch kleine Diamanten mit Gewinn zu schneiden. Dies ist für Argyle von großer Bedeutung, da hier durchschnittlich kleinere Diamanten als in anderen Diamantbergwerken gefördert werden.

### Charakteristik der Diamanten
Die Diamanten der Argyle-Mine sind im Durchschnitt von niederer Qualität. Lediglich 5 % der geförderten Diamanten erreichen eine Schmuckqualität; im weltweiten Vergleich sind es 20 %, die restlichen 95 % werden in nahezu Schmuckqualität und in Industriediamanten aufgeteilt. 80 % der Argyle-Diamanten sind braun, 16 % gelb, 2 % weiß, 2 % grau, 1 % pink und grün. Zwar ist die Argyle-Mine das einzige beständige Vorkommen für rote Diamanten, produzierte aber nur 90 % bis 95 % aller pink- und rotfarbenen Diamanten. Die meisten Argyle-Diamanten werden als Typ 1 A klassifiziert und haben einen niedrigen Gehalt von Verunreinigungen mit Stickstoff, deren Farben aus einem Defekt in der Kristallstruktur resultieren. Argyle-Diamanten tendieren bei Fluoreszenz unter ultraviolettem Licht zu Blau oder stumpfem Grün und zu Blau-Weiß unter Röntgenstrahlung. Die meisten verbreiteten Einschlüsse in den Diamanten sind aus Graphit, gefolgt von kristallinen Einschlüssen von orangefarbenem Granat, Pyroxen und Olivin.

### Diamantenangebot
Seit 1985 wurde jedes Jahr eine kleine Kollektion von pinkfarbenen Diamanten verkauft; dieses Angebot wird Argyle Pink Diamond Tender genannt. Auf geförderte 1.000.000 Karat (200 kg) Rohdiamanten kam nur ein Karat (0,2 Gramm) pinkfarbene polierte Diamanten zum Verkauf.
Im März 2009 bot Argyle erstmals die seltenen blauen Diamanten an. Die sogenannte Sammlung „Once in a Blue Moon“ wurde später in verschiedenen Jahren aufgelegt und beinhaltete blaue und violette Diamanten in einem Volumen von 287 Karat (57 g).

### Lagerstätte
Die anfänglich nachgewiesenen Reserven der Argyle-Mine betrugen 61 Millionen Tonnen (t) diamanthaltiges Gestein, mit einem durchschnittlichen Gehalt von 6,8 Karat (1,36 g) Diamant je t; insgesamt etwa 400 Millionen Karat (80.000 kg). Hinzu kommen Ressourcen von 14 Millionen t Gestein mit 6,1 Karat (1,22 g) je t (85 Millionen Karat, 17.000 kg). 2001 betrugen die Reserven des Tagebaus 220 Millionen t mit 2,5 bis 3,0 Karat (0,5 bis 0,6 g) je Tonne Gestein, hinreichend für eine Förderung bis ins Jahr 2007. Der Diamantgehalt in Argyle ist ungewöhnlich hoch, die meisten Diamantbergwerke haben einen durchschnittlichen Gehalt von 0,3 bis 1,0 Karat (0,06 bis 0,2 g) je t. Das Diamantvorkommen in den Alluvialböden wird mittlerweile als erschöpft betrachtet.
1995 wurde auf der Sohle des Tagebaus eine 300 Meter tiefe Probebohrung gestoßen, die als Ergebnis ein Volumen von geschätzten 100 Millionen Tonnen Gestein mit einem Gehalt von 3,7 Karat je t (0,74 g) erbrachte. Der sogenannte West Wall enthielt 25 Millionen Tonnen taubes Gestein und drohte in den 1990er-Jahren zusammenzubrechen. 1998 wurde entschieden, den unstabilen Teil zu entfernen oder abzuschneiden, um weiteres diamanthaltiges Gestein im südlichen Teil des Tagebaus zu erschließen.
Die Erkundungskosten zur Überprüfung der wirtschaftlichen Förderung der Diamanten im Vulkanschlot unterhalb des Tagebaus wurden auf 70 Millionen AUD (Australische Dollar) festgelegt. Der Abbau sollte im Blockbauverfahren durchgeführt werden. Im späten Jahr 2005 beschloss die Rio Tinto Ltd., dass der Abbau im Untertagebau wirtschaftlich durchgeführt werden kann und begann mit den ersten vorbereitenden Maßnahmen vor der Mitte des Jahres 2006.

### Wirtschaftlichkeit
Der geschätzte Wert der Argyle-Diamanten liegt nur bei 7 US$ je Karat (35 US$/g); während der Wert der Diavik Diamond Mine bei 70 US$ je Karat (350 US$/g) und der Ekati Diamond Mine bei 170 US$ je Karat (850 US$/g) liegt, beide in Kanada. Allerdings hat Argyle den zwei- bis vierfachen Diamantgehalt pro Tonne Gestein. Dadurch sinken die Gestehungskosten je Karat.

### Untertägiger Bergbau
2005 gab Rio Tinto den Auftrag zur Entwicklung eines künftigen Ausbauprojekts, um den Abbau untertage fortzuführen. Das Vorhaben wurde bis zum September 2010 aufgeschoben, als Rio Tinto einen neuen Plan für einen untertägigen Abbau bekanntgab, der eine jährliche Förderung von 9 Millionen t Gestein vorsah.
Das Bergwerk soll bis 2018 Diamanten fördern und die modernste Technik verwenden, einschließlich automatisierten Abbaus mit Sandvik-Maschinen. Der Abbau sollte 2013 beginnen, zwei Jahre später als geplant.
Der Untertagebau erfordert erheblichen technischen Aufwand, wie Bewetterung und Wasserhaltung.

## Geschichte
Kleine Mengen von Diamanten, die in Schwemmlandgebieten eingelagert sind, waren in Australien bereits seit dem 19. Jahrhundert bekannt, die ersten wurden von Prospektoren gefunden, die nach Gold suchten. Jedoch war kein Diamant-Vorkommen in Vulkanschloten bekannt. Eine systematische Suche nach dieser Quelle begann 1969 in Western Australia. Die Tanganyika Holdings hatte die Maureen Muggeridge damit beauftragt und bildete mit ihr das Ashton Joint Venture, nachdem 1976 Minerale gefunden wurden, die auf ein Vorhandensein von Diamanten hindeuteten. 1979 entdeckte Muggeridge Diamanten in einer Stichprobe aus einem Überschwemmungsgebiet an einem kleinen Bach, der in den Lake Argyle floss. Schon bald darauf wurde die Quelle der Diamanten im oberen Smoke Creek gefunden. Am 2. Oktober 1979 wurde der Argyle-Schlot entdeckt.
In den folgenden drei Jahren wurde das Vorkommen hinsichtlich einer wirtschaftlichen Realisierbarkeit untersucht und 1983 die Entscheidung zum Abbau getroffen. Der Diamantenabbau im Schwemmland begann unverzüglich, während der Tagebau über einen Zeitraum von 18 Monaten mit Kosten von 450 Millionen AUD aufgebaut wurde und im Dezember 1985 begann.